# Smithsonian Tropical Research Institute
Das Smithsonian Tropical Research Institute in Panama (kurz: STRI) ist eine US-amerikanische Forschungseinrichtung und gehört zur Smithsonian Institution. Das STRI hat seinen Hauptsitz in Panama, wo es mehrere Forschungsstationen unterhält: darunter die Insel Barro Colorado im Panama-Kanal und das Marine Exhibition Center auf dem Calzada de Amador. Darüber hinaus gibt es zahlreiche Labor- und Konferenzräume, die sich über Panama verteilen.
Das Institut wird von der Direktorin Oris Sanjur geleitet.